# Ssese-eilanden

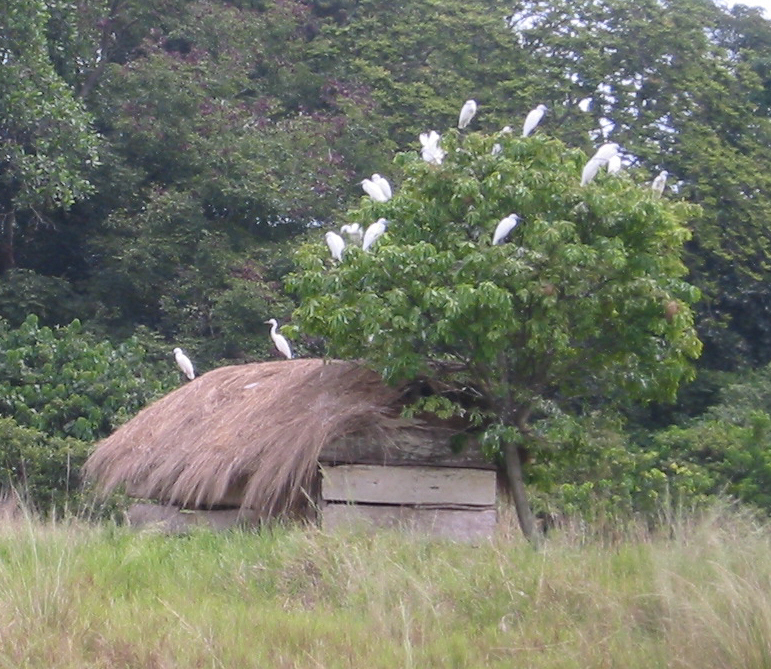
Een aantal reigers rusten in een boom op het eiland Bugala

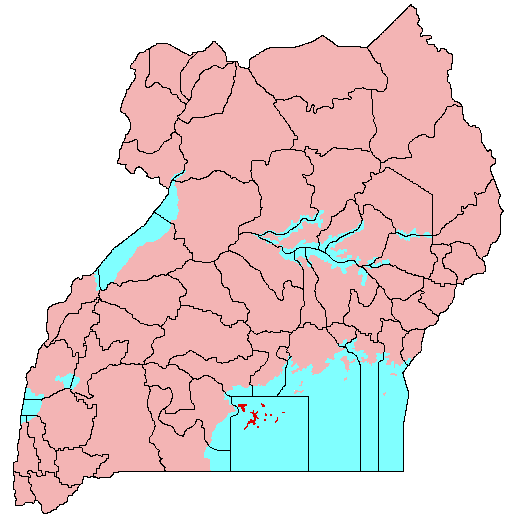
De Ssese-eilanden (rood) in het Victoriameer, ook aan te duiden als het district Kalangala, in het zuiden van Oeganda

De Ssese-eilanden zijn een archipel van vierentachtig eilanden gelegen in het noordwestelijk gedeelte van het Victoriameer in Oeganda.
Een groot aantal van de eilanden is onbewoond. De groottes variëren. Het grootste van de eilanden is het eiland Bugala met een oppervlakte van 275 km². Dit laatste is een van de grotere van het hele Victoriameer, na het Ukerewe-eiland. De eilanden kunnen in twee groepen ingedeeld worden. Bugala is een van de zuidwestelijke eilanden, waartoe ook Bubeke, Bufumira, Bugaba, Bukasa, Buyova, Funve en Serinya behoren. Koome is het grootste van de noordoostelijke eilanden, net als Damba of Luwaji. Tussen deze twee groepen ligt het kanaal van Koome.
Bestuurlijk vormt de eilandengroep het district Kalangala, genoemd naar de hoofdstad Kalangala, die zich op het eiland Bugala bevindt. Op alle eilanden samen woonden in 2002 36.661 inwoners, wat op een totale oppervlakte van 432 km² neerkomt op een bevolkingsdichtheid van 84,9 inw/km².
De eilandbewoners behoren tot de Bassese-stam, verwant met de Baganda. Ze spreken Bantu. Men leeft voornamelijk van visvangst, naast wat landbouw, bosbouw en toerisme.